# Гоферови змии
Гоферовите змии (Pituophis) са род влечуги от семейство Смокообразни (Colubridae).
Таксонът е описан за пръв път от американския зоолог Джон Едуардс Холбрук през 1842 година.

## Видове
- Pituophis catenifer
- Pituophis deppei
- Pituophis lineaticollis
- Pituophis melanoleucus
- Pituophis ruthveni
- Pituophis vertebralis